# Hot for Teacher
Hot for Teacher (с англ. — «Переспать с учительницей») — двадцать первый в общем и четвёртый с альбома 1984 сингл хард-рок группы Van Halen, выпущенный 27 октября 1984 года на лейбле Warner Bros.

## О сингле
Это был последний сингл, выпущенный оригинальным составом Van Halen.
Необычно для сингла, что он начинается с 30-секундного барабанного соло, а затем ещё 30 секунд инструментального вступления. Алекс Ван Хален использовал четыре бас-барабана в начале песни, чтобы создать звук холостого хода мотоцикла. Текст песни описывает влюбленность молодого человека в свою привлекательную школьную учительницу, с двойным подтекстом, возможно, подразумевающим сексуальную встречу («я думаю обо всем образовании, которое я пропустил / но тогда моя домашняя работа никогда не была такой»)(«I think of all the education that I missed / But then my homework was never quite like this»). Родительский музыкальный Ресурсный центр протестовал против этой песни из-за её сексуально наводящих текстов и музыкального видео.
В 2009 году она была названа 36-й лучшей хард-рок-песней всех времен по версии VH1.

## Клип
Фил Хартман исполняет голос Уолдо, главного героя видео. Уолдо, неуклюжий мальчик в больших очках и галстуке-бабочке. В начале клипа он садится в школьный автобус. Его пугают непослушные дети в автобусе; водитель, которого играет Рот, говорит ему: "сиддаун, Уолдо!- как только начинается первый рифф. Вместе с Уолдо «детские версии» Van Halen сталкиваются с испытаниями и невзгодами начальной школы. Две модели появляются в роли учителей в видео: Донна Руперт (занявшая второе место в конкурсе 1981 года Мисс Канада), которая играет учителя химии, и Лилиан Мюллер, которая играет учителя физики. Обе учительницы срывают свои платья, чтобы показать бикини, под одобрительные возгласы студентов. В конце видео показано, что дети выросли, чтобы стать гинекологом (Алекс Ван Хален), борцом сумо (Майкл Энтони), пациентом психиатрической больницы (Эдди Ван Хален) и ведущим игрового шоу (Дэвид Ли Рот). Хотя говорят, что никто не был уверен, кем Уолдо вырос, видео намекает на то, что он стал сутенером, полной противоположностью своему детскому «Я». Это «промежается» сценами с участниками группы, одетыми в красные костюмы и танцующими под песню под диско-шар. Первоначальная полемика возникла, когда на видео было видно, как все участники группы выполняют быстрый захват «промежности» во время части припева.

## Список композиций
| №  | Название          | Длительность |
| -- | ----------------- | ------------ |
| 1. | «Hot for Teacher» | 4:44         |

| №  | Название                     | Длительность |
| -- | ---------------------------- | ------------ |
| 1. | «Little Dreamer» (Van Halen) | 3:23         |

## Участники записи
- Алекс Ван Хален — ударные
- Эдди Ван Хален — электрогитара, бэк-вокал
- Майкл Энтони — бас-гитара, бэк-вокал
- Дэвид Ли Рот — вокал